# Kriegshandwerk
Als Kriegshandwerk bezeichnet man die Tätigkeit der Soldaten im Krieg oder Manöver und den Erwerb des dazu erforderlichen Wissens über praktische Methoden der Kriegführung während des Militärdienstes. Im Laufe der Geschichte wurde das Kriegshandwerk vor allem mit dem Aufkommen stehender Heere und Berufsarmeen als Lehrberuf verstanden und neuen Rekruten durch ältere und erfahrene Soldaten vermittelt. Zum Können gehörten neben Verhaltensweisen in Gefechtssituationen auch Bau, Instandhaltung und Einsatz von Kriegsmaschinen, die Bedienung von Kanonen/Geschützen, die Errichtung von Schutzeinrichtungen und vieles mehr.
Der Begriff ist vielschichtig und umfasst sowohl praktische Kenntnisse und Erfahrungen in der Tätigkeit des Kämpfens und Tötens, als auch die im Krieg typischen handwerklichen Fertigkeiten, die aus dem zivilen Leben mitgebracht und an militärische Erfordernisse angepasst werden.

## Bereiche des Kriegshandwerks
Der Begriff bezeichnet zwei Bereiche. Unter Kriegshandwerk ordnet man einerseits alle Tätigkeiten rund um das Kämpfen, Waffengebrauch, das Töten der feindlichen Menschen, meist unter Zuhilfenahme von Techniken und Waffen, insbesondere auch das gemeinsame Vorgehen in Situationen mit rasch wechselndem Handlungsgeschehen. Auch diese Tätigkeiten mussten erlernt werden. Im Kriegshandwerk erfahrene Söldner hatten oft eine höhere Kampfkraft als ein Truppenteil, der aus ungelernten und unerfahrenen Rekruten besteht. Der Begriff bezeichnet hier die „handwerkliche Arbeit“ des Kämpfenden und ist in dieser Verwendung negativ konnotiert, da er zu Friedenszeiten verwerfliche, schockierende und makabere Handlungen mit der Ausübung eines gewöhnlichen Handwerks vergleicht.
Ein wesentlicher Bestandteil beim Erlernen des Kriegshandwerks besteht auch im Abbau einer psychologischen Hemmschwelle zum Töten, mit welcher der Rekrut in die Armee kommt und die in entscheidenden Situationen einen Nachteil für den Kämpfenden darstellt. Diese Schwelle spielt vor allem in Nahkampfsituationen und historischen Kriegen eine Rolle und tritt in manchen Bereichen moderner Kriege in den Hintergrund.
Andererseits erforderte das Kriegshandwerk auch echte handwerkliche Fähigkeiten, die nicht direkt mit dem Kampf zusammenhängen. Historisch wurden dabei die Fähigkeiten der Kämpfenden genutzt, die sie im zivilen Leben erlernt hatten oder denen sie beruflich nachgingen. Dann kam es darauf an, die Arbeitskenntnisse zu kriegsnützlichen Zwecken einzusetzen und an Erfordernisse anzupassen. In antiken Kriegen wurden ältere Berufszweige gebraucht, oft holzverarbeitend und vor allem die Schmiedekunst (Waffenschmied), in mittelalterlichen Kriegen kamen zunehmend höher metallverarbeitende Berufe hinzu wie beispielsweise Metallgießer, die aus erbeuteten Metallen Kugeln gossen (Kugler) oder Stellmacher, die Wagen bereifen konnten. In der Neuzeit sind vor allem mechanische und elektrotechnische Handwerksberufe wichtig.
Während der Militärgeschichte trat im Kriegshandwerk eine allgemeine Tendenz zur handwerklichen Spezialisierung ein, der jedoch aufgrund ihrer Nachteile nicht zu jeder Zeit und in jeder Armee nachgegeben werden konnte. Auch heutige Armeen sind nicht immer hoch spezialisiert. Der Grad der Spezialisierung hängt nicht nur vom technischen Fortschritt ab, sondern auch von den Formen des Krieges und den strategischen Aussichten. Armeen, die in Bedrängnis geraten oder im Widerstand kämpfen, geben die Spezialisierung oft zu Gunsten der Schulung allgemeiner Fähigkeiten auf, bei der jeder Kämpfende möglichst viele Aufgaben selbständig übernehmen kann. Hingegen weisen offensive, überlegene Armeen oft einen großen Bestand von Spezialisten auf, deren Tätigkeit wirksam wird, wenn die Streitkraft strukturell intakt und militärisch erfolgreich ist.

## Kriegshandwerk in der Antike
Wie heute, so waren schon in der Antike Stehende Heere sowie verschiedene Formen von zeitweise rekrutierten Verbänden verbreitet, deren Truppenteile oft aus einem gemeinsamen Ort kamen oder einem gemeinsamen Oberhaupt folgten, mit diesem aber nach Beendigung der Feindseligkeiten oder zu Erntezeiten wieder nach Hause zurückkehrten. Die zeitweilig beteiligten Verbände benutzen meist inhomogene Kriegstechniken und haben handwerkliche Aufgaben so erledigt, wie sie es von zu Hause kannten. Jeder war für seine Ausrüstung selbst verantwortlich. Wertvollere Ausrüstungsgegenstände wie Brustpanzer oder eine besonders stabile und daher wertvolle Stichwaffe wurde von zu Hause mitgebracht oder erbeutet und angeeignet.
Stehende Heere, die insbesondere von den Römern eingeführt wurden, waren in spezialisierte Verbände unterteilt, die jeweils eine oder einige wenige Kampftechniken bevorzugten. Diese Verbände bestanden aus Söldnern, die für die zugeteilten Aufgaben besonders geeignet oder geübt waren, oft aber unterschiedliche Herkunft und auch unterschiedliche Sprachen hatten. Die Kommunikation in römischen Heeren während des Gefechts erfolgte unter anderem mit Pfeifsignalen. Den Söldnern wurden Waffen gestellt, die von mitreisenden Handwerkern angefertigt und gewartet wurden. Insbesondere metallene Rüstungsgegenstände und Pfeile konnten die Söldner nicht in ausreichender Qualität oder in benötigter Stückzahl selbst herstellen. Bauvorhaben sowie der Bau von Belagerungsgerät wurden aber von der Armee gemeinsam vorgenommen.

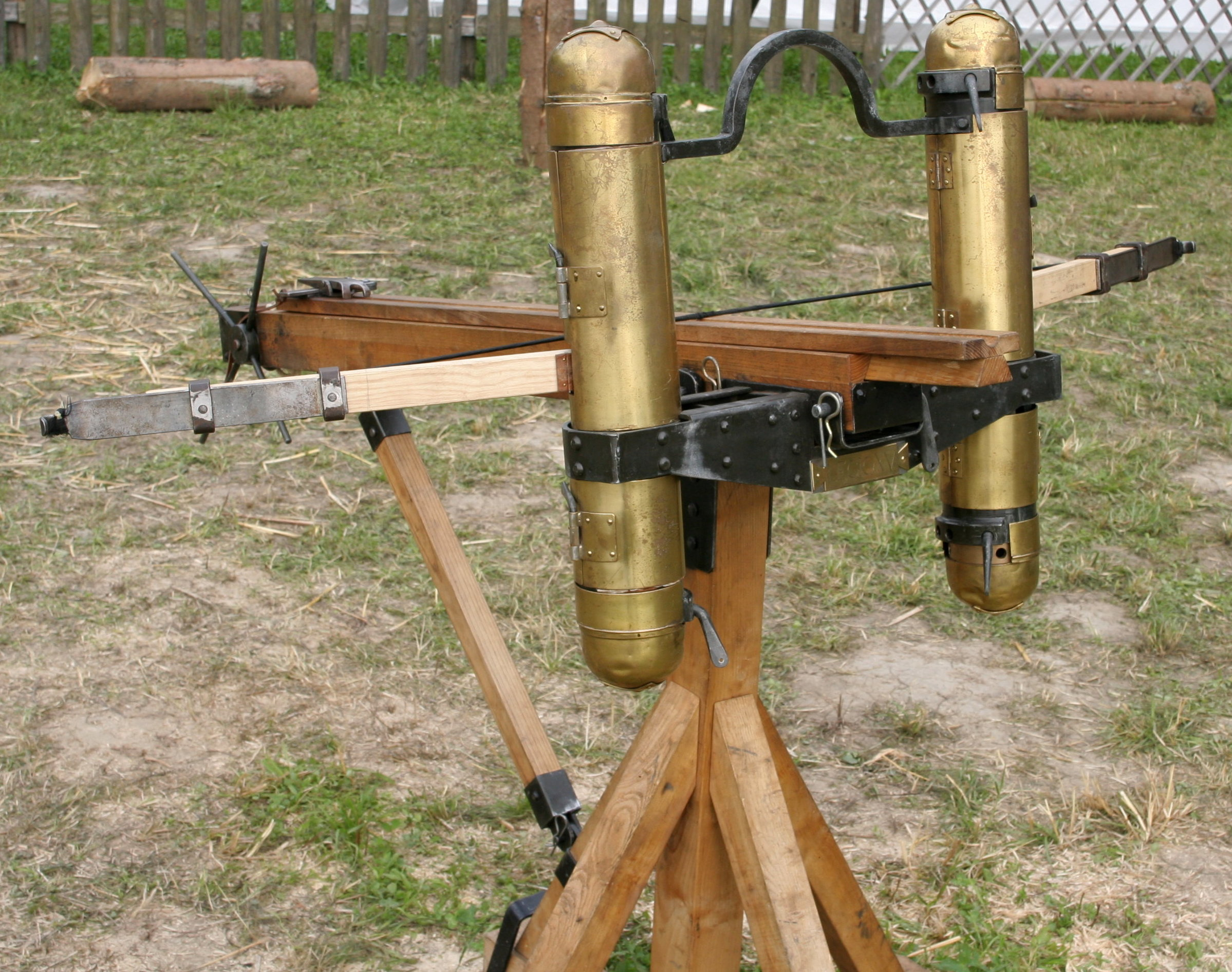
Römische Balliste

Einige spezielle Techniken erforderten bereits in der Antike erhebliches handwerkliches Geschick, darunter der Bau von Ballisten, schweren Schleudern und die Anwendung des Griechischen Feuers, das eine ausgeklügelte Handwerksarbeit voraussetzte und bei unsachgemäßer Planung oder unzureichend angeleitetem Einsatz auch für die eigene Mannschaft gefährlich werden konnte. Generell waren die Kriegsgeräte im Kriegsgebiet herstellbar und mussten nur selten über weite Strecken transportiert werden. Bereits im Ägyptischen Reich gab es pferdebespannte Kampfwagen, die repariert werden mussten.
Ein wesentlicher Bestandteil des Kriegshandwerks war auch das Kochen. Verfügbarkeit und vor allem Qualität der zubereiteten Nahrung hatte zu allen Zeiten einen erheblichen Einfluss auf die Moral der Truppe. Kochen zählt nicht per se zum Kriegshandwerk, wohl aber die Art und Weise der Nahrungsbeschaffung, d. h., es wurde in aller Regel die Bevölkerung des eroberten Gebiets ausgeplündert oder enteignet. Die Nahrungsmittel wurden in gut organisierten Heeren dem Tross zugeführt, wo sie transportiert und schmackhaft zubereitet wurden. Dieses Vorgehen war bis in die Napoleonischen Kriege die Hauptmethode der Heeresernährung. So reisten stets auch Bäcker, Köche oder Fleischer mit, die im Falle der Gefangennahme oft kämpfenden Soldaten gleichgestellt behandelt wurden.
Ein Nachteil des Handwerks in der römischen Armee war, dass schneidende Waffen nur in minderer Qualität durch das Heer selbst hergestellt werden konnten, da hochwertigere Legierungen nur in speziellen Manufakturen im Kernland angefertigt werden konnten.

## Kriegshandwerk im Mittelalter

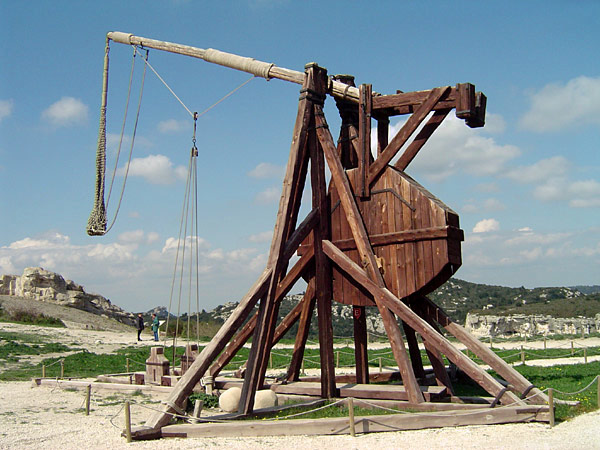
Blide mit beweglichem Gegengewicht im Château des Baux, Frankreich (Rekonstruktion)

Die im Laufe des Mittelalters eingeführten neuen Techniken revolutionierten das Kriegshandwerk schrittweise. Die Erfindung von wirkungsvollen Wurfmaschinen wie der Blide, die einen neuartigen Mechanismus besaß und Steine sehr zielgenau auf gegnerische Befestigungen schleudern konnte, musste von einem eingespielten Team von Zimmerleuten und vielen Helfern am Einsatzort gebaut werden. Mit dem Aufkommen der Schusswaffen, die sich langsam entwickelten und anfangs nicht sehr wirkungsvoll waren, kam dem Schmiedehandwerk größere Bedeutung zu. Neue Berufe wie der Büchsenmacher entstanden, die jedoch meist nicht mit den Heeren reisten und großes fachliches Wissen besaßen. Munition für leichte Feuerwaffen, Büchsen, Arkebusen usw. konnte transportiert werden, wurde aber von mitreisenden Kuglern oft auch vor Ort gegossen. Mit der Erfindung transportabler Großfeuerwaffen wie Kanonen waren die Heere gezwungen, Kanonenkugeln aus erbeuteten Metallen unterschiedlicher Zusammensetzung zu gießen. Dazu mussten längere Pausen eingelegt werden, in denen auch Befestigungen eingerichtet wurden.
Das Kriegshandwerk auf See war sehr eng mit den seemännischen Berufen verflochten und musste zahlreiche Handwerksaufgaben erledigen. Erst mit Beginn der Kolonialzeit entstanden Einheiten von Marinesoldaten, die durch Schiffe überwiegend transportiert wurden und in seemännischen Aufgaben weniger geschult waren.

## Asiatische Steppenvölker
Hinsichtlich Beweglichkeit waren die asiatischen Reitervölker (z. B. Parther, Awaren, Hunnen) den europäischen Rittern mit ihren schweren Rüstungen bei weitem überlegen. Als Nomaden trugen sie alles, was sie benötigten, mit sich zu Pferde. Somit waren sie flexibler als viele Armeen ihrer Konkurrenten, die ihre Logistik an festen Städten auszurichten hatten. Ihren Höhepunkt erreichte diese Kriegskunst unter den Mongolen. Der mongolische Herrscher Dschingis Khan begründete nach 1190 ein Reich, das sich in seiner größten Ausdehnung von Europa bis in den Fernen Osten erstreckte, wobei die Kriegstechnologie der besiegten Völker in hohem Umfang von der mongolischen Kriegführung übernommen wurde. Diese Armeen waren nur geringfügig spezialisiert, das heißt, die Verantwortung für die Bereitstellung der Kampfmittel war breit über alle Kämpfenden verteilt.

## Kriegshandwerk in der Moderne
Moderne Armeen unterscheiden sich in vielerlei Hinsicht von antiken oder mittelalterlichen Armeen. Ein wesentlicher Unterschied besteht in der Erfindung des Motors, der den Transport von Geräten und Material erheblich vereinfacht. Viele handwerkliche Tätigkeiten können im Hinterland ausgeführt werden. Da damit auch eine Beschleunigung von Kriegen und Feldzügen einherging, steht den Soldaten auch nicht mehr genug Zeit für wochenlange Pausen zur Verfügung. An die Stelle der traditionellen handwerklichen Tätigkeiten traten Transport- und Reparaturaufgaben, die durch spezialisierte Truppenteile erledigt werden. Die Kommunikation erforderte elektrotechnische Fähigkeiten wie die Installation von Feld-Telefonanlagen, wird aber mit der Entwicklung der Mikroelektronik und effektiven Kommunikationswegen zunehmend auch auf im Hinterland befindliche Betriebe verlegt, wobei vor Ort nur noch fertige Bauteile installiert oder benutzt werden müssen. Der Soldat, der die Hauptkampflast trägt, ist meist für die Bedienung von Waffen, das Fahren von Fahrzeugen und das Bestücken mit Munition verantwortlich und wird umfassend logistisch versorgt.
In modern geführten Kriegen tritt auch der klassische Begriff des Kriegshandwerks als das Wissen vom Kämpfen und Töten in den Hintergrund. Fast alle modernen Armeen vermeiden Nahkämpfe oder zu engen Feindkontakt. Wenn möglich, werden Kampfsituationen, bei denen von Mensch zu Mensch auf Leben und Tod gekämpft wird, mit anderen Techniken umgangen. Die Schusswaffe ermöglicht meist eine Mindestdistanz zwischen den Gegnern und es kommt selten zu jenen Formen von unmittelbaren Kampfhandlungen, die seit der Antike bis zum Ende der Kolonialzeit üblich waren. Für die Erlernung des Soldatenberufs steht heute nicht mehr im Vordergrund, wie ein Gegner mit einer Stichwaffe handlungsunfähig gemacht werden kann. Zum kriegshandwerklichen Wissen zählen heute Vor- und Nachteile von Munitionsarten und Waffengattungen, effektiver Einsatz sowie Verhaltensweisen in Gefechtssituationen, die die gegnerischen Fähigkeiten berücksichtigen.

## Spezialisierung im Kriegshandwerk
Mit der Weiterentwicklung der Technik in der Kriegführung kamen zunehmend handwerkliche Aufgaben in den Vordergrund, die von den Kämpfenden selbst erledigt werden mussten. Zwar wurden bereits antike Heere auch von echten Handwerkern wie Schmieden begleitet, doch war eine Spezialisierung von Truppenteilen auf handwerkliche und unterstützende Aufgaben im heutigen Sinne nicht vorhanden. Durch das ganze Mittelalter hinweg bis noch zum Ersten Weltkrieg wurden die Gerätschaften überwiegend von den kämpfenden Soldaten gewartet, die in Kampf- oder Frontpausen auch zum Transport von Gütern eingesetzt wurden, aber personell überwiegend aus gewöhnlichen Truppenteilen bestanden. Hiermit war verbunden, dass sich jede Einheit selbständig im Kriegsgeschehen beteiligen und notfalls auch die Aufgabenbereiche wechseln kann. Auch im asiatischen Raum trat die Spezialisierung spät ein. Eine Besonderheit stellen die Armeen des kaiserlichen Chinas dar, die bereits in geschichtlicher Zeit von einer Vielzahl von Handwerkern begleitet waren. Erst im Zweiten Weltkrieg entstanden auf allen Seiten weitgehend spezialisierte Verbände, denen vornehmlich technische und handwerkliche Tätigkeiten zukamen und die seltener am Kampfgeschehen beteiligt wurden. Die Technik hatte sich weiter entwickelt und erforderte Spezialisten, deren Verlust vermieden werden sollte. Insbesondere Mechaniker waren wichtig.
Die Spezialisierung bringt strategisch einige Nachteile mit sich, darunter drohende Engpässe bei Verlust einer Spezialeinheit, Bindung von Personal, das nicht im Kampfgeschehen selbst eingreifen kann sowie die Notwendigkeit, diese Einheiten durch andere Einheiten oder strategische Rücksichten schützen zu müssen. Solche kriegshandwerklich ausgerichteten Einheiten stellen leichtere Ziele dar, weil sie sich oft nicht mit der sonst in ihrer Armee üblichen Kampfkraft selbst verteidigen können. Ein weiterer Nachteil besteht darin, dass sich die anderen Truppenteile auf die Verfügbarkeit von Handwerkern verlassen und Arbeiten nicht mehr selbst verrichten können. Dies führt zu materiellen Verlusten, wenn defektes, aber reparierbares Gerät zurückgelassen werden muss.
Die Vorteile der Spezialisierung im Kriegshandwerk bestehen in einer deutlich effektiveren Organisation und einer sparsameren Materialwirtschaft. Handwerkliche Tätigkeiten können durch geübte Soldaten viel schneller und besser erledigt werden. Die Materialersparnis tritt ein, wenn Ersatzteile gesammelt an den Standort der Spezialeinheit verlegt werden, anstatt sie gleichmäßig und in viel größerer Zahl an die Truppen zu verteilen. Da schlecht im Voraus geplant werden kann, was in welcher Menge benötigt wird, müssten die Truppenteile jeweils eigene gut bestückte Lager mitführen, um im Bedarfsfall schnell reparieren zu können. Eine zentral ausgerichtete Handwerkereinheit kann ökonomischer wirtschaften.
In hochmodern ausgerüsteten Armeen besteht heute ein großer Teil aller zu leistenden Arbeiten in Vorbereitung und Wartung der Technik durch Spezialkräfte, die ständig geschult und auf dem neuesten Wissensstand gehalten werden. Von ihnen hängt der Erfolg maßgeblich ab. In manchen Armeen werden Aufgaben in diesem Bereich auch zunehmend an Militärdienstleister bzw. private Firmen übergeben. Über den völkerrechtlichen Status der Mitarbeiter solcher Firmen besteht derzeit keine einheitliche Ansicht. Sie sind nicht als reguläre Soldaten beteiligt und werden von der feindlichen Armee oft nicht als Kriegsgefangene angesehen.
Mit langreichenden Waffensystemen oder strategischen U-Booten ist Militärtechnik entwickelt worden, die nur noch von Spezialisten bedient wird, welche nie zum klassischen Kampf eingesetzt werden. An Stelle des Handwerks tritt hier die Ingenieursarbeit. Für spezielle Aufgaben bauen Ingenieure gemeinsam mit Handwerkern mitunter unikate Geräte, die später in Serienproduktion gehen oder aufgegeben werden. Bei der Entwicklung von ferngesteuert oder eigenständig kämpfender Technik, die in einigen Bereichen schon fortgeschritten ist, spricht man nicht mehr von Handwerk. Das Kriegshandwerk verbindet sich mit wissenschaftlichen Bereichen, Entwicklung und Erforschung der Militärtechnik.